# 公園管理運営士
公園管理運営士（こうえんかんりうんえいし）は、一般社団法人日本公園緑地協会が実施する認定試験である。平成24年度より旧公園緑地管理財団（現：一般財団法人公園財団）より認定試験事務局が変更となった。指定管理制度の導入が進む中、不可欠な公園管理運営のプロフェッショナルを養成し、認定することを目的としており、現場の実務責任者（公園管理事務所長等）レベルの知識を有することが求められる。

## 概要
- 受験資格:満27歳以上 (受験年の4月1日時点)
- 合格率:一次試験52.2％×二次試験84.8％＝44.2％ (平成26年度)

### 1次試験
1次試験は筆記試験 (選択問題と小論文) で行われる。1・2級造園施工管理技士相当の植物・造園に関する知識と、公園管理に関する知識が求められる。
- 試験日:7月第4土曜日
- 試験会場:札幌・東京・大阪・福岡

### 2次試験
2次試験は公園管理運営に関する講習およびグループディスカッション、修了試験によって行われる。
- 試験日:11月第4土・日曜日もしくは12月第1土・日曜日
- 試験会場:東京・大阪

### 更新制度
公園管理運営士制度は、有資格者の継続教育及び研鑽を課しており、造園CPDにおいて125単位以上の取得、もしくは更新講習 (6時間) の受講が求められている。

## 緑・花文化の知識認定試験
かつて、旧公園緑地管理財団（現：公園財団）においては「緑・花の文化知識認定試験」を行っていた。この試験は平成21年度をもって終了し、WEB試験である「咲いとWEB」を展開している。公園管理運営士試験の一部の試験問題には同様の問題が出題されていることもあり、前身試験の一つと考えることもできる。
- 試験区分：認定、ジュニア認定（中学生以下）
- 等級：特級（3回認定されると緑花文化士の称号が贈られる）、1 - 5級
- 受験資格：制限なし
- 時期：11月第2日曜日
- 場所：全国の都道府県